# Hilaira gibbosa
Hilaira gibbosa är en spindelart som beskrevs av Andrei V. Tanasevitch 1982. Hilaira gibbosa ingår i släktet Hilaira och familjen täckvävarspindlar. Inga underarter finns listade i Catalogue of Life.